# Diecezja Haarlemu-Amsterdamu

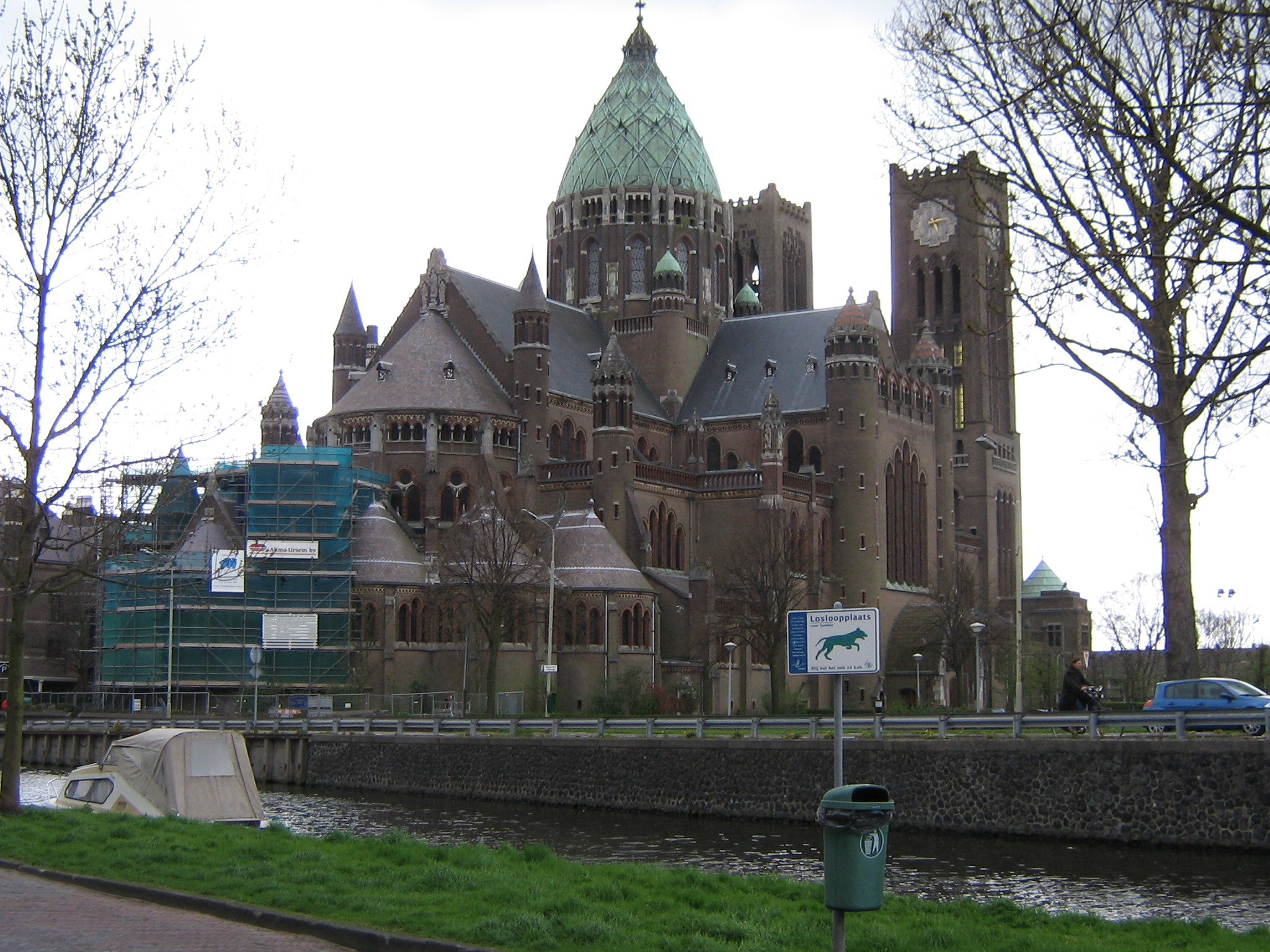
Katedra św. Bawona w Haarlemie

Diecezja Haarlemu-Amsterdamu (łac.: Dioecesis Harlemensis-Amstelodamensis, hol.: Bisdom Haarlem-Amsterdam) – katolicka diecezja holenderska położona w północno-zachodniej części kraju, obejmująca swoim zasięgiem terytorium prowincji: Flevoland i Holandii Północnej. Siedziba biskupa znajduje się w katedrze św. Bawona w Haarlemie.

## Historia
Historia biskupstwa sięgają okresu XVI w., kiedy to papież Paweł IV erygował diecezję haarlemską, na podstawie bulli Super Universas, podporządkowując ją jako sufraganię archidiecezji utrechckiej. Wraz z rozwojem kalwinizmu na terenie Holandii oraz zakazie praktyk katolickich wprowadzonych przez władze Republikę Zjednoczonych Prowincji biskupstwa zostało zlikwidowane pod koniec XVI w.
Diecezja haarlemska została reaktywowana w nowym kształcie jako administraturę apostolską w 1833 r., a 4 marca 1853 r. po zawarciu konkordatu między Stolicą Apostolską a Holandią została podniesiona do rangi pełnoprawnej diecezji. W 1936 r. weszła ona w skład nowo utworzonej metropolii utrechckiej.
7 października 2008 r. decyzją papieża Benedykta XVI została przemianowana na diecezję harleemsko-amsterdamską.

## Biskupi
- ordynariusz - bp Jan Hendriks
- biskup senior - bp Jos Punt
- sufragan - bp Jan van Burgsteden (emerytowany)

## Podział administracyjny
Diecezja Haarlem-Amsterdam składa się obecnie ze 169 parafii, które z kolei zgrupowane są w 9 dekanatach:
- Dekanat Amsterdam - 30 parafii
- Dekanat Alkmaar - 18 parafii
- Dekanat Haarlem-Beverwijk - 26 parafii
- Dekanat Hilversum - 19 parafii
- Dekanat Hoorn - 27 parafii
- Dekanat Meerlanden - 15 parafii
- Dekanat Noordkop - 14 parafii
- Dekanat Zaanstreek-Purmerend - 19 parafii

## Główne świątynie
- Katedra św. Bawona w Haarlemie
- Bazylika św. Jana Chrzciciela w Laren
- Bazylika św. Mikołaja w Amsterdamie

## Patroni
- Święty Bawo (589-654) – pustelnik, czczony w Kościele katolickim i prawosławnym.